# Río Sebú
El río Sebú (en árabe: سبو‎, en francés: Sebou) es un río del norte de Marruecos.
Desde su origen en el uadi Guigou, fluye hacia el norte hasta Fez y después hacia el oeste hasta el océano Atlántico en Mehdía (la antigua Mamora), tiene una longitud de 458 km. Su cuenca es una región especializada en el cultivo de aceitunas, arroz, trigo, remolacha y uva y es una de las regiones más fértiles del país, el Algarbe marroquí.
Sus afluentes más importantes son los ríos Uarga, Baht e Inauen.